# Vuelta a España 2022/13. Etappe
Die 13. Etappe der Vuelta a España 2022 fand am 2. September 2022 statt und führte die 77. Austragung des spanischen Etappenrennens ins andalusische Hinterland. Nach dem Start in Ronda ging es über 168,4 großteils flache Kilometer in die nördlichere Stadt Montilla. Nach der Zielankunft hatten die Fahrer insgesamt 2011,4 Kilometer absolviert, was 61,3 % der Gesamtdistanz der Rundfahrt entsprach.

## Streckenführung
Von Ronda aus nahmen die Fahrer ein rund 10 Kilometer langes Plateau in Angriff, das leicht bergauf führte. Anschließend folgte eine längere Abfahrt zu dem Embalse del Guadalteba, in dessen unmittelbarer Nähe sich der Caminito del Rey befindet. Weiter ging es auf hügligem Terrain über Campillos, Sierra de Yeguas, La Roda de Andalucía, Badolatosa und Monturque in die Nähe von Montilla. Kurz vor dem Zielort führte die Strecke auf einer kleinen Schleife Richtung Norden an Montilla vorbei, ehe die Fahrer bei Espejo zurück in Richtung Süden drehten. Hier wurde 14,6 Kilometer vor dem Ziel auch der Zwischensprint ausgefahren, bei dem auch Bonussekunden vergeben wurden. Die letzten sechs Kilometer stiegen leicht an und führten zur rund 350 Meter langen Zielgeraden auf der Avenida Boucau.
|                | Ort       | Kilometer |
| -------------- | --------- | --------- |
| Start          | Salobreña | 0         |
| Zwischensprint | Espejo    | 153,8     |
| Bonussprint    | Espejo    | 153,8     |
| Ziel           | Montilla  | 168,4     |

## Rennverlauf und Ergebnisse
Vor dem Start wurde der Gesamtfünfte Juan Ayuso (UAE Team Emirates) positiv auf COVID-19 getestet. Anders als die zuvor positiv getesteten Fahrer, durfte der Spanier die Etappe jedoch in Angriff nehmen, da von ihm ein geringes Infektionsrisiko ausging. Unmittelbar nach dem Start setzten sich mit Joan Bou (Euskaltel-Euskadi), Ander Okamika (Burgos-BH) und Julius van den Berg (EF Education-EasyPost) drei Fahrer vom Hauptfeld ab. Obwohl keiner der Fahrer eine Gefahr für die Gesamtwertung darstellte, gewährte man dem Trio nur einen Vorsprung von etwas über drei Minuten.
Im Hauptfeld bestimmten in erster Linie die Sprinter-Teams Trek-Segafredo, BikeExchange-Jayco und Cofidis das Tempo. Bis zum Zwischensprint, der rund 15 Kilometer vor dem Ziel ausgefahren wurde, ereignete sich wenig auf der Etappe. Die Ausreißergruppe machte sich den Zwischensprint untereinander aus, während das Hauptfeld auf wenige Sekunden herangekommen war. Die meisten Punkte holte Joan Bou vor Ander Okamika und Julius van den Berg, während Mads Pedersen (Trek-Segafredo) als vierter seinen Vorsprung in der Punktewertung weiter ausbaute. Nach dem Zwischensprint ließ sich Julius van den Berg vom Hauptfeld einholen. Seine ehemaligen Begleiter führten das Rennen noch bis zehn Kilometer vor dem Ziel an, ehe auch sie vom geschlossenen Peloton gestellt wurden. Anschließend begannen die Mannschaften der Sprinter sich im vorderen Bereich des Fahrerfeldes zu positionieren.

Den leicht ansteigenden Sprint eröffnete Pascal Ackermann (UAE Team Emirates) bereits rund 400 Meter vor dem Ziel. Mads Pedersen klemmte sich an das Hinterrad des Deutschen, fuhr rund 100 Meter vor dem Ziel an ihm vorbei und feierte seinen ersten Etappensieg bei der Vuelta a España. Hinter dem Dänen erreichte auch Bryan Coquard (Cofidis) vor Pascal Ackerman das Ziel. In der Punktewertung baute Mads Pedersen seinen Vorsprung auf Marc Soler (UAE Team Emirates) auf 151 Punkte aus und war damit nur noch schwer einzuholen. In der Gesamtwertung, sowie den anderen Sonderwertungen, kam es zu keinen nennenswerten Veränderungen. Mit Ausnahme von Thibault Guernalec (Arkéa-Samsic), der die Rundfahrt nach einem Sturz verlassen musste, erreichten alle Starter das Ziel. Nach 13 Etappen verblieben somit noch 146 Fahrer im Rennen.
| \| Etappenergebnis \| Etappenergebnis \| Etappenergebnis \| Etappenergebnis \| Etappenergebnis \| \| Fahrer \| Fahrer \| Land \| Team \| Zeit \| \| --------------- \| ---------------- \| ---------------------- \| ------------------ \| --------------- \| \| 1. \| Mads Pedersen \| Dänemark \| Trek-Segafredo \| 3 h 46 min 01 s \| \| 2. \| Bryan Coquard \| Frankreich \| Cofidis \| + 0 s \| \| 3. \| Pascal Ackermann \| Deutschland \| UAE Team Emirates \| + 0 s \| \| 4. \| Fred Wright \| Vereinigtes Königreich \| Bahrain Victorious \| + 0 s \| \| 5. \| Danny van Poppel \| Niederlande \| Bora-Hansgrohe \| + 0 s \| \| 6. \| Quentin Pacher \| Frankreich \| Groupama-FDJ \| + 0 s \| \| 7. \| Jesús Ezquerra \| Spanien \| Burgos-BH \| + 0 s \| \| 8. \| Maxim Van Gils \| Belgien \| Lotto-Soudal \| + 0 s \| \| 9. \| Primož Roglič \| Slowenien \| Jumbo-Visma \| + 0 s \| \| 10. \| Urko Berrade \| Spanien \| Equipo Kern Pharma \| + 0 s \| |                  |                        |                    |                 |
| |                  |                        |                    |                 |
| Quelle: ProCyclingStats |                  |                        |                    |                 |
| Etappenergebnis |                  |                        |                    |                 |
| Fahrer | Fahrer           | Land                   | Team               | Zeit            |
| 1. | Mads Pedersen    | Dänemark               | Trek-Segafredo     | 3 h 46 min 01 s |
| 2. | Bryan Coquard    | Frankreich             | Cofidis            | + 0 s           |
| 3. | Pascal Ackermann | Deutschland            | UAE Team Emirates  | + 0 s           |
| 4. | Fred Wright      | Vereinigtes Königreich | Bahrain Victorious | + 0 s           |
| 5. | Danny van Poppel | Niederlande            | Bora-Hansgrohe     | + 0 s           |
| 6. | Quentin Pacher   | Frankreich             | Groupama-FDJ       | + 0 s           |
| 7. | Jesús Ezquerra   | Spanien                | Burgos-BH          | + 0 s           |
| 8. | Maxim Van Gils   | Belgien                | Lotto-Soudal       | + 0 s           |
| 9. | Primož Roglič    | Slowenien              | Jumbo-Visma        | + 0 s           |
| 10. | Urko Berrade     | Spanien                | Equipo Kern Pharma | + 0 s           |

## Gesamtstände
| \| Gesamtwertung \| Gesamtwertung \| Gesamtwertung \| Gesamtwertung \| Gesamtwertung \| \| Fahrer \| Fahrer \| Land \| Team \| Zeit \| \| ------------- \| ------------------ \| ---------------------- \| ---------------------- \| ---------------- \| \| 1. \| Remco Evenepoel \| Belgien \| Quick-Step Alpha Vinyl \| 48 h 11 min 10 s \| \| 2. \| Primož Roglič \| Slowenien \| Jumbo-Visma \| + 2 min 41 s \| \| 3. \| Enric Mas \| Spanien \| Movistar Team \| + 3 min 03 s \| \| 4. \| Carlos Rodríguez \| Spanien \| Ineos Grenadiers \| + 4 min 06 s \| \| 5. \| Juan Ayuso \| Spanien \| UAE Team Emirates \| + 4 min 53 s \| \| 6. \| Wilco Kelderman \| Niederlande \| Bora-Hansgrohe \| + 6 min 28 s \| \| 7. \| Miguel Ángel López \| Kolumbien \| Astana Qazaqstan Team \| + 6 min 56 s \| \| 8. \| João Almeida \| Portugal \| UAE Team Emirates \| + 7 min 18 s \| \| 9. \| Jan Polanc \| Slowenien \| UAE Team Emirates \| + 8 min 00 s \| \| 10. \| Tao Geoghegan Hart \| Vereinigtes Königreich \| Ineos Grenadiers \| + 8 min 05 s \| |                    |                        |                        |                  |
| |                    |                        |                        |                  |
| Quelle: ProCyclingStats |                    |                        |                        |                  |
| Gesamtwertung |                    |                        |                        |                  |
| Fahrer | Fahrer             | Land                   | Team                   | Zeit             |
| 1. | Remco Evenepoel    | Belgien                | Quick-Step Alpha Vinyl | 48 h 11 min 10 s |
| 2. | Primož Roglič      | Slowenien              | Jumbo-Visma            | + 2 min 41 s     |
| 3. | Enric Mas          | Spanien                | Movistar Team          | + 3 min 03 s     |
| 4. | Carlos Rodríguez   | Spanien                | Ineos Grenadiers       | + 4 min 06 s     |
| 5. | Juan Ayuso         | Spanien                | UAE Team Emirates      | + 4 min 53 s     |
| 6. | Wilco Kelderman    | Niederlande            | Bora-Hansgrohe         | + 6 min 28 s     |
| 7. | Miguel Ángel López | Kolumbien              | Astana Qazaqstan Team  | + 6 min 56 s     |
| 8. | João Almeida       | Portugal               | UAE Team Emirates      | + 7 min 18 s     |
| 9. | Jan Polanc         | Slowenien              | UAE Team Emirates      | + 8 min 00 s     |
| 10. | Tao Geoghegan Hart | Vereinigtes Königreich | Ineos Grenadiers       | + 8 min 05 s     |

| Punktewertung | Punktewertung       | Punktewertung          | Punktewertung          | Punktewertung |
| Fahrer        | Fahrer              | Land                   | Team                   | Punkte        |
| ------------- | ------------------- | ---------------------- | ---------------------- | ------------- |
| 1.            | Mads Pedersen       | Dänemark               | Trek-Segafredo         | 247 P.        |
| 2.            | Marc Soler          | Spanien                | UAE Team Emirates      | 96 P.         |
| 3.            | Fred Wright         | Vereinigtes Königreich | Bahrain Victorious     | 96 P.         |
| 4.            | Samuele Battistella | Italien                | Astana Qazaqstan Team  | 91 P.         |
| 5.            | Remco Evenepoel     | Belgien                | Quick-Step Alpha Vinyl | 86 P.         |
| 6.            | Primož Roglič       | Slowenien              | Jumbo-Visma            | 81 P.         |
| 7.            | Enric Mas           | Spanien                | Movistar Team          | 61 P.         |
| 8.            | Kaden Groves        | Australien             | BikeExchange-Jayco     | 60 P.         |
| 9.            | Pascal Ackermann    | Deutschland            | UAE Team Emirates      | 56 P.         |
| 10.           | Tim Merlier         | Belgien                | Alpecin-Deceuninck     | 56 P.         |

| Bergwertung | Bergwertung     | Bergwertung | Bergwertung                        | Bergwertung |
| Fahrer      | Fahrer          | Land        | Team                               | Punkte      |
| ----------- | --------------- | ----------- | ---------------------------------- | ----------- |
| 1.          | Jay Vine        | Australien  | Alpecin-Deceuninck                 | 40 P.       |
| 2.          | Robert Stannard | Australien  | Alpecin-Deceuninck                 | 21 P.       |
| 3.          | Marc Soler      | Spanien     | UAE Team Emirates                  | 20 P.       |
| 4.          | Jimmy Janssens  | Belgien     | Alpecin-Deceuninck                 | 17 P.       |
| 5.          | Thibaut Pinot   | Frankreich  | Groupama-FDJ                       | 12 P.       |
| 6.          | Rubén Fernández | Spanien     | Cofidis                            | 11 P.       |
| 7.          | Louis Meintjes  | Südarfika   | Intermarché-Wanty-Gobert Matériaux | 10 P.       |
| 8.          | Jesús Herrada   | Spanien     | Cofidis                            | 10 P.       |
| 9.          | Richard Carapaz | Ecuador     | Ineos Grenadiers                   | 10 P.       |
| 10.         | Remco Evenepoel | Belgien     | Quick-Step Alpha Vinyl             | 9 P.        |

| Nachwuchswertung | Nachwuchswertung    | Nachwuchswertung | Nachwuchswertung       | Nachwuchswertung |
| Fahrer           | Fahrer              | Land             | Team                   | Zeit             |
| ---------------- | ------------------- | ---------------- | ---------------------- | ---------------- |
| 1.               | Remco Evenepoel     | Belgien          | Quick-Step Alpha Vinyl | 48 h 11 min 10 s |
| 2.               | Carlos Rodríguez    | Spanien          | Ineos Grenadiers       | + 4 min 06 s     |
| 3.               | Juan Ayuso          | Spanien          | UAE Team Emirates      | + 4 min 53 s     |
| 4.               | João Almeida        | Portugal         | UAE Team Emirates      | + 7 min 18 s     |
| 5.               | Thymen Arensman     | Niederlande      | Team DSM               | + 9 min 19 s     |
| 6.               | Sergio Higuita      | Kolumbien        | Bora-Hansgrohe         | + 21 min 14 s    |
| 7.               | José Félix Parra    | Spanien          | Equipo Kern Pharma     | + 32 min 11 s    |
| 8.               | Gino Mäder          | Schweiz          | Bahrain Victorious     | + 35 min 37 s    |
| 9.               | Edoardo Zambanini   | Italien          | Bahrain Victorious     | + 39 min 28 s    |
| 10.              | Clément Champoussin | Frankreich       | AG2R Citroën Team      | + 40 min 06 s    |

| Mannschaftswertung | Mannschaftswertung                 | Mannschaftswertung           | Mannschaftswertung |
| Team               | Team                               | Land                         | Zeit               |
| ------------------ | ---------------------------------- | ---------------------------- | ------------------ |
| 1.                 | UAE Team Emirates                  | Vereinigte Arabische Emirate | 143 h 46 min 02 s  |
| 2.                 | Ineos Grenadiers                   | Vereinigtes Königreich       | + 6 min 59 s       |
| 3.                 | EF Education-EasyPost              | Vereinigte Staaten           | + 22 min 33 s      |
| 4.                 | Bora-Hansgrohe                     | Deutschland                  | + 23 min 30 s      |
| 5.                 | Intermarché-Wanty-Gobert Matériaux | Belgien                      | + 30 min 31 s      |
| 6.                 | Astana Qazaqstan Team              | Kasachstan                   | + 30 min 33 s      |
| 7.                 | Movistar Team                      | Spanien                      | + 33 min 15 s      |
| 8.                 | Bahrain Victorious                 | Bahrain                      | + 36 min 56 s      |
| 9.                 | Jumbo-Visma                        | Niederlande                  | + 52 min 31 s      |
| 10.                | Burgos-BH                          | Spanien                      | + 1 h 17 min 30 s  |

## Ausgeschiedene Fahrer
Die folgenden Fahrer waren aus der Tour ausgeschieden:
- Thibault Guernalec (Team Arkéa-Samsic) – DNF wegen Sturzfolgen